# 92 minutter af i går
92 minutter af i går  er en dansk spillefilm fra 1978, instrueret af Carsten Brandt, der debuterede  med denne film.

## Handling
En fransk forretningsmand ankommer til København Sankthansaften og skal 92 minutter senere videre med toget til Stockholm. Under det korte ophold træffer franskmanden en dansk pige. De to føler sig tiltrukket af hinanden men pigen forstår ikke fransk og manden ikke dansk.

## Medvirkende
- Roland Blanche som Franskmand
- Tine Blichmann som Pige
- Marianne Jørgensen som Veninde
- Klaus Neiiendam som Venindes mand
- Jean-Michel Ribes som Flyttemand
- Claus Strandberg som Flyttemand